# Municipio de New Durham
El municipio de New Durham (en inglés: New Durham Township) es un municipio ubicado en el condado de LaPorte en el estado estadounidense de Indiana. En el año 2010 tenía una población de 8664 habitantes y una densidad poblacional de 92,76 personas por km².

## Geografía
El municipio de New Durham se encuentra ubicado en las coordenadas 41°33′33″N 86°52′20″O / 41.55917, -86.87222. Según la Oficina del Censo de los Estados Unidos, el municipio tiene una superficie total de 93.41 km², de la cual 93,14 km² corresponden a tierra firme y (0,28 %) 0,26 km² es agua.

## Demografía
Según el censo de 2010, había 8664 personas residiendo en el municipio de New Durham. La densidad de población era de 92,76 hab./km². De los 8664 habitantes, el municipio de New Durham estaba compuesto por el 79,51 % blancos, el 17,42 % eran afroamericanos, el 0,22 % eran amerindios, el 0,4 % eran asiáticos, el 1,47 % eran de otras razas y el 0,98 % eran de una mezcla de razas. Del total de la población el 5,72 % eran hispanos o latinos de cualquier raza.